# Városi Képtár Pécs
A Városi Képtár Pécs 2006 szeptemberében nyitotta meg kapuit Pécs belvárosában. Itt tekinthető meg a több neves festőművész alkotásait bemutató Antal-Lusztig Gyűjtemény. Lusztig Sámuel megalapozta, az unoka, Antal Péter pedig létrehozta Magyarország egyik legjelentősebb magángyűjteményét. A Városi Képtár Pécs azon ritka múzeumai közé tartozik, amely mozgáskorlátozottak számára is látogatható.

## Az épület
A gyűjtemény letéti elhelyezésének és állandó bemutatására szolgáló műemléképületet, az 1870-es években épült eklektikus Madarász-Szontágh, később Maléter-féle házat felújították erre a célra. A homlokzaton emléktábla hirdeti: 102 évvel ezelőtt, 1904-ben, itt nyitotta meg kapuit az első Pécs Városi Múzeum.
Az épület földszintjén időszakos kiállító terem, galéria került kialakításra, ahol hónapról hónapra különböző kiállításokat, rendezvényeket tartanak .
Szintén az épületben található egy Turisztikai Információs Központ is, amely Pécs város aktuális rendezvényeiről, nevezetességeiről ad felvilágosítást a városba látogató turistáknak.

## Az Antal-Lusztig Gyűjtemény
A több mint 3500 darabos Antal-Lusztig-gyűjteményt Antal Péter nagyapja, Lusztig Sámuel alapozta meg, aki a húszas években kezdte vásárolni saját kortársai munkáit. Ezek azonban a háborúban elkallódtak, így a holokauszt után a derecskei kereskedő újra nekilátott a gyűjtemény felépítéséhez.
Antal Péter eleinte nagyapja szellemiségében folytatta a gyűjtést, 17 évesen azonban már a saját útját járta, s főként a magyar progresszió képviselőit kereste. A kortársakat elsősorban a műtermekből vásárolta, de hamar kialakuló jó kapcsolatai, barátságai révén sokszor ajándékként is kapott képeket vagy egész hagyatékokat. Az elmúlt évtizedekben párhuzamosan vásárolt modern és kortárs munkákat, bár a hangsúly egyre inkább ez utóbbiak irányába tolódik.
A monumentális Antal–Lusztig-gyűjteményben nyomon követhető a 20. századi magyar képzőművészet fejlődése. Szinyei Merse Páltól Csontváryn, Gulácsyn, Ferenczy Károlyon, majd Anna Margiton, Ámos Imrén és Ország Lilin át egészen napjainkig, Kicsiny Balázs és Német Hajnal műveiig tart az ív, amelyet a gyűjtemény átfog. Több mint 300 magyar művésztől találhatók benne táblaképek, egyedi grafikák, plasztikák és izgalmas installációk. A kollekcióban különösen hangsúlyosan jelenik meg a Nyolcak és az aktivisták csoportja (többek között Kernstok Károly, Czigány Dezső, Pór Bertalan, Tihanyi Lajos valamint Márffy Ödön képeivel), a szentendrei iskola (Ámos Imre, Anna Margit, Bálint Endre és Korniss Dezső munkáival) és az európai iskola (Bálint Endre, Kassák Lajos, Egry József, Bokros Birman Dezső, Ország Lili alkotásai révén).
A művek jelentős részét Antal Péter Debrecen városának adományozta tíz évre.

## Külső hivatkozások
- P. Müller Péter: “Lakásból képtárba. Beszélgetés Várkonyi György művészettörténésszel, az Antal–Lusztig Gyűjteményből rendezett kiállítás kurátorával”, Echo, 2006/6. 14–16.
- Bajkay Éva: “Megszületett Pécs új Városi Képtára. Az Antal–Lusztig gyűjtemény”, Új Művészet, 2007/3. (XVIII.), 12–14.
- Ébli Gábor: Az Antal-Lusztig Gyűjtemény új állandó kiállítása a Pécsi Városi Képtárban, Jelenkor
- A gyűjtemény történetéhez: Nagy T. Katalin: “Gyűjteni – nemzedékeken át. Beszélgetés Antal Péterrel”, Műértő, 2000/6. (III.), 11. és Ébli Gábor: “Amiért városok versengenek. Az Antal–Lusztig Gyűjtemény”, Szalon, 2006/5. (X.), 50–57., illetve uő. Magyar műgyűjtemények 1945–2005, Enciklopédia, Budapest, 2005. 13–15.
- Válságban a pécsi Városi Képtár: Felmondják az Antal–Lusztig gyűjtemény szerződését. Cikk a bama.hu oldaláról[halott link]
- A debreceni Antal-Lusztig gyűjteményről.